# Ataenius madagassicus
Ataenius madagassicus är en skalbaggsart som beskrevs av Bordat 1990. Ataenius madagassicus ingår i släktet Ataenius och familjen Aphodiidae. Inga underarter finns listade.